# Опуштање
Опуштање је у психологији емоционално стање живог бића, ниске напетости, у којем нема узбуђења, посебно из негативних извора, попут љутње, стрепње или страха. Према Оксфордским речницима, опуштање је стање када су тело и ум ослобођени напетости и анксиозности. Облик је благе екстазе која долази из фронталног режња мозга у којем унутрашњи шаље сигнале у фронтални кортекс кроз благи седатив. Опуштање се може постићи медитацијом, аутогеним тренингом и прогресивним опуштањем мишића. Опуштање помаже у суочавању са стресом, који је водећи узрок менталних и физичких проблема, тако да доприноси и здрављу особе. Када су под стресом, симпатички нервни систем се активира јер је у режиму борбе или бега, што временом има негативне ефекте на људско тело.

## Историја
Идеју опуштања у психологији је популаризовао Едмунд Џејкобсон у својој објављеној књизи Progressive Relaxation, која је била технички намењена лекарима и научницима. Описује напетост и опуштање одређених мишића одједном како би се постигло опште опуштање у телу. Објавио је другу књигу You Must Relax 1934. која је била намењена широј јавности. Његово истраживање, које је имало за циљ побољшање општег благостања људи, је започело 1908. на Универзитету Харвард, а касније је настављено на Универзитет у Чикагу.
Године 1932. Јоханес Шулц и Волфганг Луте су развили метод опуштања који је наглашавао коришћење моћи сугестије, назван аутогени тренинг. Године 1975. Херберт Бенсон и Миријум З. Клипер су објавили књигу The Relaxation Response која даје упутства о повезивању техника медитације у дневне активности које би просечна особа могла обављати.

## Медитација
Херберт Бенсон, професор на медицинском факултету на Универзитету Харвард, је предложио у својој књизи Relaxation Response механизам тела који се супротставља одговору борба или бег. Релаксацијски одговор смањује телесни метаболизам, рад срца и брзину дисања, крвни притисак, напетост мишића и смирује мождане активности. Повећава имунолошки одговор, помаже у пажњи и доношењу одлука и мења активности гена које су супротне од повезаног стреса. Релаксацијски одговор постиже се медитацијом. Бенсонова техника медитације укључује ова четири корака:
1. Мирно окружење које помаже при фокусирању
2. Ментални уређај који одржава концентрацију пажње (звук или реч која се понавља)
3. Позитиван став да се избегне узнемирење због неуспелих покушаја
4. Удобан положај

## Аутогени тренинг
Аутогени тренинг је изумео Јоханес Хајнрих Шулц 1920-их. Процес подразумева дубоко опуштање мишића, а ум то прати и опушта се. Састоји се од шест корака:
1. Тежина у деловима тела (руке и ноге су тешке)
2. Топлина у деловима тела (руке и ноге су утопљене)
3. Откуцаји срца (срце је мирно)
4. Дисање (дисање је умерено)
5. Топлина у пределу трбуха
6. Чело је хладно